# Caso directo
Un caso directo (abreviado dir) es un caso gramatical que se utiliza con las tres relaciones centrales : tanto el agente y el paciente de los verbos transitivos como el argumento de los verbos intransitivos, aunque no siempre al mismo tiempo. El caso directo contrasta con otros casos del idioma, típicamente oblicuo o genitivo.
El caso directo a menudo se denomina de manera imprecisa "nominativo" en el sur de Asia y "absolutivo" en Filipinas, pero los lingüistas suelen reservar esos términos para casos gramaticales que tienen un alcance más limitado. (Véase caso nominativo y caso absolutivo.) Un caso directo se encuentra en varias lenguas indoiraníes, donde puede contrastar con un caso oblicuo que marca algunas relaciones centrales, por lo que el caso directo no cubre los tres roles en el mismo tiempo. Por ejemplo, Dixon describe "proto-Pamir" tiene, en tiempo presente, el caso directo para S y A y el caso oblicuo para O (una alineación nominativo-acusativo) y, en tiempo pasado, el caso directo para S y O y el oblicuo para A (un alineación absolutivo-ergativo). Debido a esta división (véase Ergatividad escindida), ni "nominativo" ni "absolutivo" son una descripción adecuada del caso directo, así como ni "acusativo" ni "ergativo" son una descripción adecuada del caso oblicuo.
El caso nominativo del gaélico escocés es también un ejemplo de caso directo, que evolucionó a medida que el acusativo se volvió indistinguible tanto en el habla como en la escritura del nominativo como resultado de un cambio fonético. La situación en el idioma irlandés es similar, aunque algunos pronombres conservan una distinción (por ejemplo, "tú" (singular) - nominativo tú, acusativo thú ).
En idiomas de Filipinas, y en idiomas relacionados con la alineación austronesia, el caso directo es el caso del argumento de una cláusula intransitiva (S), y puede usarse para cualquier argumento de una cláusula transitiva (Agente o paciente), dependiendo de la voz del verbo. El otro argumento transitivo estará en el caso ergativo o acusativo si se utilizan casos diferentes para esos roles. En idiomas donde se usa un solo caso para el otro argumento, como en tagalo, se llama caso indirecto . Esto es análogo a la distinción directa-oblicua en proto-Pamir, pero con la división condicionada por la voz más que por el tiempo.